# Beornheah
Beornheah est un prélat anglais du début du Xe siècle. Il est évêque de Selsey, dans le Sussex, à l'époque du roi Æthelstan.

## Biographie
Une tradition mentionne Beornheah comme l'un des sept évêques qui auraient été sacrés le même jour par l'archevêque de Cantorbéry Plegmund. Cet événement aurait eu lieu vers 909, au moment de la division du diocèse de Winchester, mais le texte qui le rapporte souffre de contradictions chronologiques insolubles qui remettent en question sa fiabilité. Il est néanmoins possible qu'il conserve une trace déformée d'événements ayant réellement eu lieu.
L'épiscopat de Beornheah n'est autrement pas attesté avant 925, mais ce silence est lié à l'absence de la moindre charte subsistant de la période 909-925, qui correspond à la fin du règne d'Édouard l'Ancien et au début de celui d'Æthelstan. Il apparaît ensuite comme témoin sur plusieurs chartes d'Æthelstan. Son successeur Wulfhun le remplace à partir de 930 ou 931, ce qui implique que Beornheah a démissionné ou qu'il est mort vers ces dates.